# Doddington, Cheshire
Doddington var en civil parish 1866–2023 när det uppgick i Doddington and District, i distriktet Cheshire East, i Storbritannien. Den ligger i grevskapet Cheshire och riksdelen England, i den södra delen av landet, 230 km nordväst om huvudstaden London. Civil parish hade 44 invånare år 2001.